# Analysis Work File
In einem Analysis Work File (Abkürzung: AWF; deutsch „Arbeitsdateien zu Analysezwecken“) werden „operative Informationen“ innerhalb des Informationssystems von Europol abgeglichen, „deren Schwerpunkt auf einem bestimmten Kriminalitätsbereich liegt“. Wenn mehrere AWFs übereinstimmen, werden diese zu einem „Analysebericht“ zusammengefasst. (Beispielsweise im Project FIMATHU.) Diese Kooperation der „Datenzulieferer“ hat zum Ziel „bestehende Verbindungen“ (Relation) zu sammeln und somit „neue Tendenzen und Entwicklungen in der Kriminalitätslandschaft der EU“ schneller erkennen zu können. Europol hat durch eine „neue Rechtsgrundlage“ (Stand: 2011) die Möglichkeit „personenbezogene Daten zu verarbeiten, um festzustellen, ob diese Daten für seine Aufgaben von Bedeutung sind und [kann sie] in das Europol-Informationssystem oder in Arbeitsdateien zu Analysezwecken“ aufnehmen.
AWF bildete das Analog zum National Data Exchange (N-DEx) der United States Intelligence Community und erfüllt analoge Aufgaben. Die Stammdaten für AWFs liegen im Europol Information System (EIS) und können über das Europol-Kommunikationsprotokoll Secure Information Exchange Network Application (SIENA) zugegriffen werden. Gemeinsam bilden diese drei Systeme den operativen Kern der Europol-Arbeit.